# Abdul Kerim
Abdul Kerim Çırpanlı (turecky Abdülkerim Nadir Paşa) 6.5. (1809–1883) byl osmanský maršál.
Vojenské vzdělání získal v Rakousku, jako důstojník sloužil v Mezopotámii a Arménii, během krymské války byl jmenován velitelem armády na Kavkaze. Poté působil ve vyšších velitelských funkcích na Balkáně, od roku 1868 vykonával funkci ministra války, zasloužil se o modernizaci osmanské armády podle evropského vzoru.
Roku 1876 úspěšně velel armádě ve válce proti Srbsku, ve válce s Ruskem roku 1877 byl jmenován velitelem Dunajské armády. V této funkci nebyl schopen zabránit ruským vojskům v přechodu Dunaje, což vedlo k jeho odvolání a poslání do vyhnanství na ostrov Rhodos, kde zemřel.